# 누르 하산 후세인
누르 하산 후세인(نور حسن حسين‎, 1938년 2월 2일 ~ 2020년 4월 1일)은 소말리아의 외교관 · 정치인으로, 소말리아의 제12대 총리를 지냈다.
2020년 4월 1일 코로나19로 인해 런던 킹스 칼리지 병원에서 사망했다.